# Saint-Pons-de-Mauchiens
Saint-Pons-de-Mauchiens é uma comuna francesa na região administrativa de Occitânia, no departamento de Hérault. Estende-se por uma área de 13,58 km². Em 2010 a comuna tinha 659 habitantes (densidade: 48,5 hab./km²).